# مسابقه (ساینفلد)
مسابقه (به انگلیسی: The Contest) ۱۱ قسمت از فصل چهارم نمایش کمدی تلویزیونی ساینفلد است. این قسمت توسط لری دیوید نوشته شده و کارگردانی آن را تام کرونز انجام داده است. در ۱۸ نوامبر ۱۹۹۲ از ان بی سی پخش شده است. در این قسمت جری، جورج، الین و کریمر مسابقه ای برگزار می‌کنند تا مشخص کنند چه کسی می‌تواند طولانی‌ترین زمان را بدون خود ارضایی بگذراند.
از آنجایی که مدیران ان بی سی در آن زمان احساس می‌کردند که خود ارضایی جستار مناسبی برای یک نمایش پربیننده تلویزیونی نیست، کلمه «خودارضایی» هرگز در این قسمت استفاده نمی‌شود و به جای آن کلماتی دگری جایگزین آن شده‌اند. گزاره «سالار کاخ خودم» در این قسمت برای کسی استفاده می‌شود که در برابر خواست به خودارضایی خود ایستادگی می‌کند. این گزاره به تیکه کلامی در فرهنگ آمریکا رایج شده است.
لری دیوید توانست برای نویسندگی این قسمت برنده جایزه امی برای نویسندگی در یک سریال کمدی شود. در سال ۲۰۰۹ مسابقه در جایگاه نخست فهرست «۱۰۰ قسمت برتر تاریخ تلویزیون» ماهنامه تی وی گاید قرار گرفت.

## یادداشت
1. ↑  Master of my domain

## پیوست
1. ↑  "Seinfeld Season 4 Episodes". TV Guide. Retrieved 2 December 2021.
2. ↑  Kytasaari, Dennis (2007-08-09). "Seinfeld (a Titles & Air Dates Guide)". epguides.com. Retrieved 2008-02-17.
3. ↑  Fresh Air with Terry Gross, May 3, 2012: Interview with Julia Louis-Dreyfus; Interview with Steven Moffat; Review of the film "The Avengers.". National Public Radio (U.S.) WHYY, Inc. May 3, 2012. OCLC 958462148. Scroll down to 'View online' to hear the audio of the interview.
4. ↑  Johnson, Jeff (2006-06-05). "Master of My Domain". The New York Times. Retrieved 2008-03-24.
5. ↑  Marin, Rick (2000-07-16). "The Great And Wonderful Wizard of Odds". The New York Times. Retrieved 2008-03-24.